# Patrick Sussek
Patrick Sussek (* 8. Februar 2000 in Ingolstadt) ist ein deutscher Fußballspieler. Er steht beim MSV Duisburg unter Vertrag.

## Karriere
Sussek durchlief ab 2011 die Jugendabteilungen seines Heimatvereins FC Ingolstadt 04, ehe er im Sommer 2019 in die Profimannschaft aufrückte. Sein Debüt im Profifußball gab er am 1. Spieltag der Drittliga-Saison 2019/20, als die Schanzer 2:1 beim FC Carl Zeiss Jena gewannen. Am 4. Spieltag stand er beim 3:0-Sieg über die Würzburger Kickers erstmals in der Startelf. In der gesamten Saison kam Sussek zu zwölf Einsätzen in der 3. Liga.
Gegen Ende der Saison 2020/21, in der dem FCI über die Relegation der Wiederaufstieg in die 2. Bundesliga glückte, zog sich Sussek einen Mittelfußbruch zu. Im Oktober 2021 kam er zunächst in der zweiten Mannschaft des FC Ingolstadt zu zwei Einsätzen. In der Winterpause der Saison 2021/22 wurde er vom Cheftrainer Rüdiger Rehm aus dem Profikader gestrichen. Daraufhin zog es ihn in die Regionalliga West zu Fortuna Düsseldorf II, wo er bis zum Saisonende spielte.
Im Sommer 2022 schloss sich Sussek dem Nordost-Regionalligisten Berliner AK 07 an. Nach einem Jahr wechselte er innerhalb Berlins und der Liga zum BFC Dynamo.
Im Sommer 2024 wechselte er zum MSV Duisburg.

## Nationalmannschaft
Er bestritt im Jahr 2017 für die U-18 und 2018 für die U-19 des Deutschen Fußball-Bundes jeweils drei Länderspiele, bei denen ihm insgesamt ein Tor gelang.

## Erfolge
- Meister der Regionalliga West 2025 und Aufstieg in die 3. Liga (mit dem MSV Duisburg)